# Viljučinsk
Viljučinsk (in russo Вилючинск?) è una città della Russia, nel Territorio della Kamčatka, nell'estremo oriente russo. La città è situata sulla baia di Avača, a non molti chilometri dal capoluogo del territorio, Petropavlovsk-Kamčatskij.
La città venne fondata nel 1968 ed ottenne in quell'anno anche lo status di città. Attualmente è una città chiusa.

## Società

### Evoluzione demografica
Viljučinsk negli ultimi anni ha avuto un grandissimo calo di popolazione: dal 1996 al 2002, infatti, ha perso più del 35% della sua popolazione.
| 1996   | 2000   | 2002   | 2007   | 2010   | 2014   | 2017   |
| ------ | ------ | ------ | ------ | ------ | ------ | ------ |
| 37 400 | 32 300 | 24 166 | 24 500 | 25 410 | 21 602 | 21 942 |